# Otaviano Cabral Raposo da Câmara
Otaviano Cabral Raposo da Câmara (15 de outubro de 1819 — 10 de novembro de 1880) foi um político conservador brasileiro. Foi presidente da província do Rio Grande do Norte, de 19 de maio a 18 de junho de 1858 e de 17 de fevereiro a 22 de março de 1870. Também serviu como deputado provincial, tendo ocupado por mais de uma vez a presidência do Poder Legislativo da província, e como deputado geral.
Natural de Bonito, Pernambuco, era filho de Gabriel Arcanjo Raposo da Câmara e de Maria Francisca de Oliveira Cabral. Seus irmãos Leocádio e Jerônimo Cabral Raposo da Câmara também foram figuras políticas do Rio Grande do Norte. Era também tio-bisavô de Luís da Câmara Cascudo.
Faleceu vítima de lesão cardíaca em Bonito, Pernambuco, solteiro.